# 帕蒂贊斯克區
48°37′39″N 18°21′41″E / 48.62750°N 18.36139°E

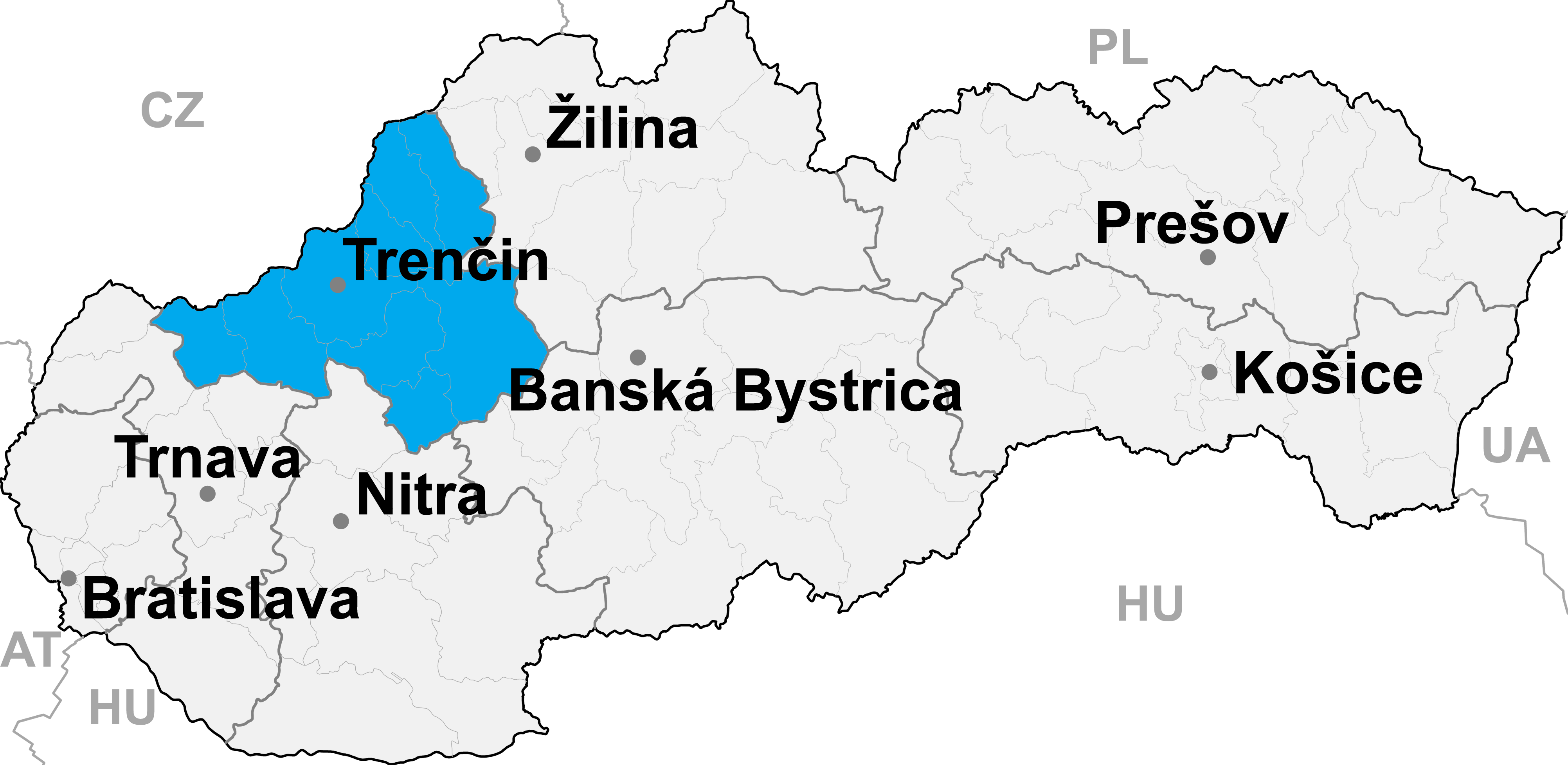

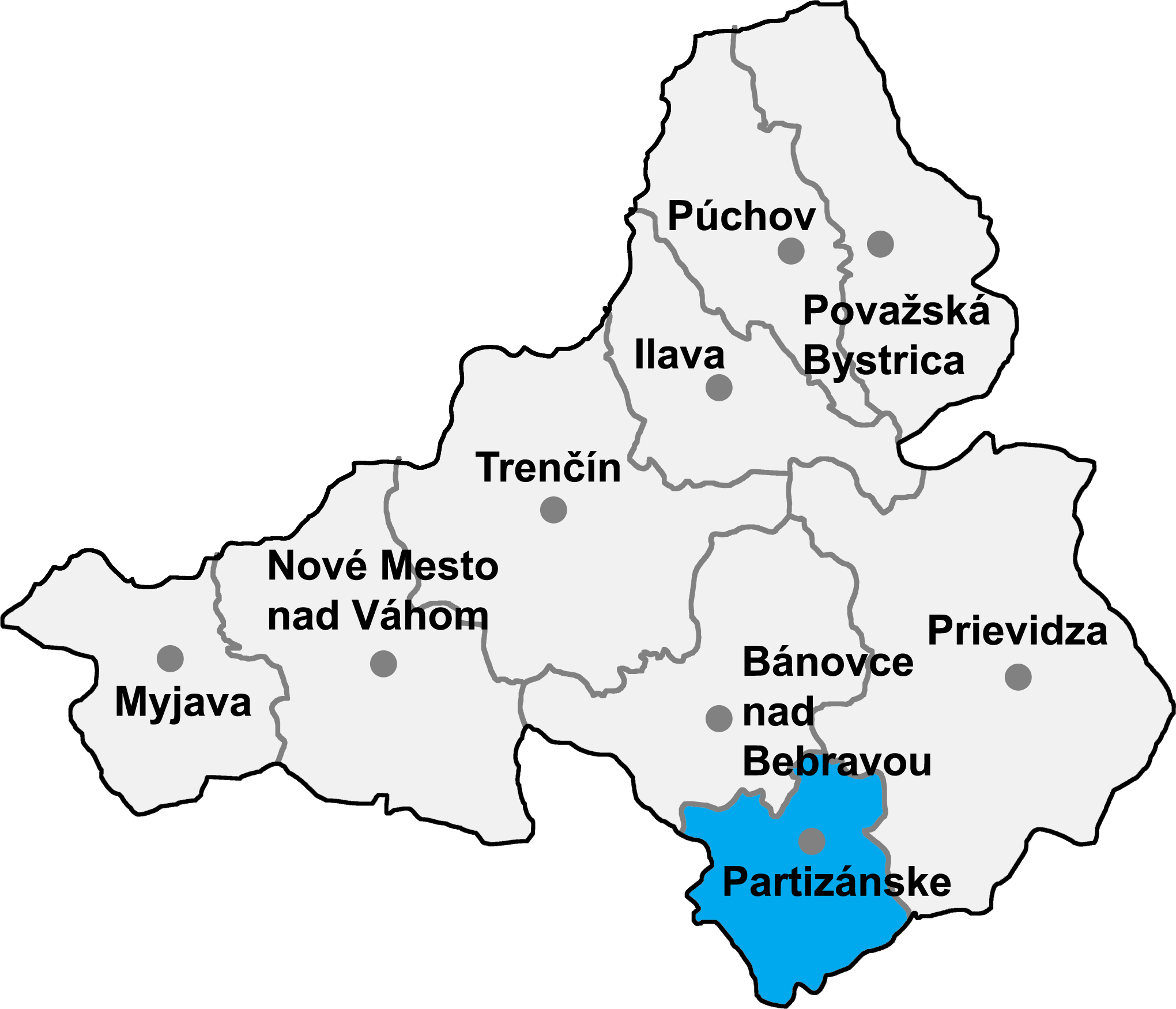

帕蒂贊斯克區，是斯洛伐克的一個區，位於該國西部，由特倫欽州負責管轄，面積301平方公里，2008年該區人口47,355，人口密度每平方公里160人。